# Tour de Omán 2019
La 10.ª edición del Tour de Omán se disputó entre el 16 y el 21 de febrero de 2019 en territorio omaní con inicio en la ciudad de Al Sawadi y final en Corniche de Matrah. La carrera consistió de un total de seis etapas y recorrió una distancia de 906 kilómetros.
La carrera formó parte del UCI Asia Tour 2019 bajo la categoría 2.HC. El vencedor final fue el kazajo Alexey Lutsenko del Astana seguido del italiano Domenico Pozzovivo del Bahrain Merida y el español Jesús Herrada del Cofidis, Solutions Crédits.

## Equipos participantes
Tomaron parte en la carrera 18 equipos: 7 de categoría UCI ProTeam y 11 de categoría Profesional Continental, quienes conformaron un pelotón de 126 ciclistas de los cuales terminaron 116:
| WorldTeams (7)- AG2R La Mondiale - Astana - Bahrain-Merida - CCC Team - Dimension Data - Katusha-Alpecin - UAE Team Emirates Equipos continentales profesionales (11)- Arkéa-Samsic - Cofidis, Solutions Crédits - Delko-Marseille Provence - Direct Énergie - Euskadi Basque Country-Murias - Rally UHC Cycling - Roompot-Charles - Sport Vlaanderen-Baloise - Vital Concept-B&B Hotels - Wallonie Bruxelles - Wanty-Groupe Gobert |
| |

## Recorrido
| Etapa     | Fecha     | Recorrido                                    | type                   | Distancia (km) | Ganador            | Líder              |
| --------- | --------- | -------------------------------------------- | ---------------------- | -------------- | ------------------ | ------------------ |
| 1.ª etapa | 16 de feb | Al Sawadi Beach – Sohar                      | etapa llana            | 138,5          | Alexander Kristoff | Alexander Kristoff |
| 2.ª etapa | 17 de feb | Sib – Al Bustan                              | etapa escarpada        | 156,5          | Alexéi Lutsenko    | Alexander Kristoff |
| 3.ª etapa | 18 de feb | Shati Al-Qurm – Qurayyat                     | etapa escarpada        | 192,5          | Alexéi Lutsenko    | Alexéi Lutsenko    |
| 4.ª etapa | 19 de feb | Yiti – Oman Convention and Exhibition Centre | etapa escarpada        | 131            | Sonny Colbrelli    | Alexéi Lutsenko    |
| 5.ª etapa | 20 de feb | Samail – Al Jabal al Akhḑar                  | etapa de media montaña | 152            | Alexéi Lutsenko    | Alexéi Lutsenko    |
| 6.ª etapa | 21 de feb | Mascate – Matrah Corniche                    | etapa llana            | 135,5          | Giacomo Nizzolo    | Alexéi Lutsenko    |

## Desarrollo de la carrera

### 1.ª etapa
| Al Sawadi Beach - Sohar | etapa llana | (138,5 km) |

| \| Clasificación de la etapa \| Clasificación de la etapa \| Clasificación de la etapa \| Clasificación de la etapa \| Clasificación de la etapa \| \| Ciclista \| Ciclista \| Equipo \| Tiempo \| \| \| ------------------------- \| ------------------------- \| ----------------------------- \| ------------------------- \| ------------------------- \| \| 1.º \| Alexander Kristoff \| UAE Team Emirates \| 2 h 54 min 50 s \| \| \| 2.º \| Bryan Coquard \| Vital Concept-B&B Hotels \| + 0 s \| \| \| 3.º \| Nacer Bouhanni \| Cofidis, Solutions Crédits \| + 0 s \| \| \| 4.º \| Giacomo Nizzolo \| Dimension Data \| + 0 s \| \| \| 5.º \| Niccolò Bonifazio \| Direct Énergie \| + 0 s \| \| \| 6.º \| Mikel Aristi \| Euskadi Basque Country-Murias \| + 0 s \| \| \| 7.º \| Boy van Poppel \| Roompot-Charles \| + 0 s \| \| \| 8.º \| Davide Ballerini \| Astana \| + 0 s \| \| \| 9.º \| Amaury Capiot \| Sport Vlaanderen-Baloise \| + 0 s \| \| \| 10.º \| Emīls Liepiņš \| Wallonie Bruxelles \| + 0 s \| \| |                    |                               |                 |
| |                    |                               |                 |
| Fuente: ProCyclingStats |                    |                               |                 |
| Clasificación de la etapa |                    |                               |                 |
| Ciclista | Ciclista           | Equipo                        | Tiempo          |
| 1.º | Alexander Kristoff | UAE Team Emirates             | 2 h 54 min 50 s |
| 2.º | Bryan Coquard      | Vital Concept-B&B Hotels      | + 0 s           |
| 3.º | Nacer Bouhanni     | Cofidis, Solutions Crédits    | + 0 s           |
| 4.º | Giacomo Nizzolo    | Dimension Data                | + 0 s           |
| 5.º | Niccolò Bonifazio  | Direct Énergie                | + 0 s           |
| 6.º | Mikel Aristi       | Euskadi Basque Country-Murias | + 0 s           |
| 7.º | Boy van Poppel     | Roompot-Charles               | + 0 s           |
| 8.º | Davide Ballerini   | Astana                        | + 0 s           |
| 9.º | Amaury Capiot      | Sport Vlaanderen-Baloise      | + 0 s           |
| 10.º | Emīls Liepiņš      | Wallonie Bruxelles            | + 0 s           |

| \| Clasificación general \| Clasificación general \| Clasificación general \| Clasificación general \| Clasificación general \| \| Ciclista \| Ciclista \| Equipo \| Tiempo \| \| \| --------------------- \| --------------------- \| ----------------------------- \| --------------------- \| --------------------- \| \| 1.º \| Alexander Kristoff \| UAE Team Emirates \| 2 h 54 min 40 s \| \| \| 2.º \| Bryan Coquard \| Vital Concept-B&B Hotels \| + 4 s \| \| \| 3.º \| Michael Schär \| CCC Team \| + 5 s \| \| \| 4.º \| Nacer Bouhanni \| Cofidis, Solutions Crédits \| + 6 s \| \| \| 5.º \| Giacomo Nizzolo \| Dimension Data \| + 10 s \| \| \| 6.º \| Niccolò Bonifazio \| Direct Énergie \| + 10 s \| \| \| 7.º \| Mikel Aristi \| Euskadi Basque Country-Murias \| + 10 s \| \| \| 8.º \| Boy van Poppel \| Roompot-Charles \| + 10 s \| \| \| 9.º \| Davide Ballerini \| Astana \| + 10 s \| \| \| 10.º \| Amaury Capiot \| Sport Vlaanderen-Baloise \| + 10 s \| \| |                    |                               |                 |
| |                    |                               |                 |
| Fuente: ProCyclingStats |                    |                               |                 |
| Clasificación general |                    |                               |                 |
| Ciclista | Ciclista           | Equipo                        | Tiempo          |
| 1.º | Alexander Kristoff | UAE Team Emirates             | 2 h 54 min 40 s |
| 2.º | Bryan Coquard      | Vital Concept-B&B Hotels      | + 4 s           |
| 3.º | Michael Schär      | CCC Team                      | + 5 s           |
| 4.º | Nacer Bouhanni     | Cofidis, Solutions Crédits    | + 6 s           |
| 5.º | Giacomo Nizzolo    | Dimension Data                | + 10 s          |
| 6.º | Niccolò Bonifazio  | Direct Énergie                | + 10 s          |
| 7.º | Mikel Aristi       | Euskadi Basque Country-Murias | + 10 s          |
| 8.º | Boy van Poppel     | Roompot-Charles               | + 10 s          |
| 9.º | Davide Ballerini   | Astana                        | + 10 s          |
| 10.º | Amaury Capiot      | Sport Vlaanderen-Baloise      | + 10 s          |

### 2.ª etapa
| Sib - Al Bustan | etapa escarpada | (156,5 km) |

| \| Clasificación de la etapa \| Clasificación de la etapa \| Clasificación de la etapa \| Clasificación de la etapa \| Clasificación de la etapa \| \| Ciclista \| Ciclista \| Equipo \| Tiempo \| \| \| ------------------------- \| ------------------------- \| ------------------------- \| ------------------------- \| ------------------------- \| \| 1.º \| Alexéi Lutsenko \| Astana \| 4 h 07 min 19 s \| \| \| 2.º \| Alexander Kristoff \| UAE Team Emirates \| + 3 s \| \| \| 3.º \| Ryan Gibbons \| Dimension Data \| + 3 s \| \| \| 4.º \| Iuri Filosi \| Delko Marseille Provence \| + 3 s \| \| \| 5.º \| Oliver Naesen \| AG2R La Mondiale \| + 3 s \| \| \| 6.º \| Sonny Colbrelli \| Bahrain-Merida \| + 3 s \| \| \| 7.º \| Enrico Battaglin \| Katusha-Alpecin \| + 3 s \| \| \| 8.º \| Benjamin Declercq \| Sport Vlaanderen-Baloise \| + 3 s \| \| \| 9.º \| Clément Venturini \| AG2R La Mondiale \| + 3 s \| \| \| 10.º \| Magnus Cort \| Astana \| + 3 s \| \| |                    |                          |                 |
| |                    |                          |                 |
| Fuente: ProCyclingStats |                    |                          |                 |
| Clasificación de la etapa |                    |                          |                 |
| Ciclista | Ciclista           | Equipo                   | Tiempo          |
| 1.º | Alexéi Lutsenko    | Astana                   | 4 h 07 min 19 s |
| 2.º | Alexander Kristoff | UAE Team Emirates        | + 3 s           |
| 3.º | Ryan Gibbons       | Dimension Data           | + 3 s           |
| 4.º | Iuri Filosi        | Delko Marseille Provence | + 3 s           |
| 5.º | Oliver Naesen      | AG2R La Mondiale         | + 3 s           |
| 6.º | Sonny Colbrelli    | Bahrain-Merida           | + 3 s           |
| 7.º | Enrico Battaglin   | Katusha-Alpecin          | + 3 s           |
| 8.º | Benjamin Declercq  | Sport Vlaanderen-Baloise | + 3 s           |
| 9.º | Clément Venturini  | AG2R La Mondiale         | + 3 s           |
| 10.º | Magnus Cort        | Astana                   | + 3 s           |

| \| Clasificación general \| Clasificación general \| Clasificación general \| Clasificación general \| Clasificación general \| \| Ciclista \| Ciclista \| Equipo \| Tiempo \| \| \| --------------------- \| --------------------- \| ------------------------ \| --------------------- \| --------------------- \| \| 1.º \| Alexander Kristoff \| UAE Team Emirates \| 7 h 01 min 56 s \| \| \| 2.º \| Alexéi Lutsenko \| Astana \| + 3 s \| \| \| 3.º \| Ryan Gibbons \| Dimension Data \| + 12 s \| \| \| 4.º \| Clément Venturini \| AG2R La Mondiale \| + 16 s \| \| \| 5.º \| Iuri Filosi \| Delko Marseille Provence \| + 16 s \| \| \| 6.º \| Magnus Cort \| Astana \| + 16 s \| \| \| 7.º \| Greg Van Avermaet \| CCC Team \| + 16 s \| \| \| 8.º \| Sven Erik Bystrøm \| UAE Team Emirates \| + 16 s \| \| \| 9.º \| Élie Gesbert \| Arkéa-Samsic \| + 16 s \| \| \| 10.º \| Rui Alberto Costa \| UAE Team Emirates \| + 16 s \| \| |                    |                          |                 |
| |                    |                          |                 |
| Fuente: ProCyclingStats |                    |                          |                 |
| Clasificación general |                    |                          |                 |
| Ciclista | Ciclista           | Equipo                   | Tiempo          |
| 1.º | Alexander Kristoff | UAE Team Emirates        | 7 h 01 min 56 s |
| 2.º | Alexéi Lutsenko    | Astana                   | + 3 s           |
| 3.º | Ryan Gibbons       | Dimension Data           | + 12 s          |
| 4.º | Clément Venturini  | AG2R La Mondiale         | + 16 s          |
| 5.º | Iuri Filosi        | Delko Marseille Provence | + 16 s          |
| 6.º | Magnus Cort        | Astana                   | + 16 s          |
| 7.º | Greg Van Avermaet  | CCC Team                 | + 16 s          |
| 8.º | Sven Erik Bystrøm  | UAE Team Emirates        | + 16 s          |
| 9.º | Élie Gesbert       | Arkéa-Samsic             | + 16 s          |
| 10.º | Rui Alberto Costa  | UAE Team Emirates        | + 16 s          |

### 3.ª etapa
| Shati Al-Qurm - Qurayyat | etapa escarpada | (192,5 km) |

| \| Clasificación de la etapa \| Clasificación de la etapa \| Clasificación de la etapa \| Clasificación de la etapa \| Clasificación de la etapa \| \| Ciclista \| Ciclista \| Equipo \| Tiempo \| \| \| ------------------------- \| ------------------------- \| -------------------------- \| ------------------------- \| ------------------------- \| \| 1.º \| Alexéi Lutsenko \| Astana \| 4 h 35 min 48 s \| \| \| 2.º \| Jesús Herrada \| Cofidis, Solutions Crédits \| + 1 s \| \| \| 3.º \| Greg Van Avermaet \| CCC Team \| + 1 s \| \| \| 4.º \| Rui Alberto Costa \| UAE Team Emirates \| + 1 s \| \| \| 5.º \| Domenico Pozzovivo \| Bahrain-Merida \| + 4 s \| \| \| 6.º \| Eliot Lietaer \| Wallonie Bruxelles \| + 6 s \| \| \| 7.º \| Oliver Naesen \| AG2R La Mondiale \| + 11 s \| \| \| 8.º \| Quentin Pacher \| Vital Concept-B&B Hotels \| + 11 s \| \| \| 9.º \| Élie Gesbert \| Arkéa-Samsic \| + 11 s \| \| \| 10.º \| Ryan Gibbons \| Dimension Data \| + 11 s \| \| |                    |                            |                 |
| |                    |                            |                 |
| Fuente: ProCyclingStats |                    |                            |                 |
| Clasificación de la etapa |                    |                            |                 |
| Ciclista | Ciclista           | Equipo                     | Tiempo          |
| 1.º | Alexéi Lutsenko    | Astana                     | 4 h 35 min 48 s |
| 2.º | Jesús Herrada      | Cofidis, Solutions Crédits | + 1 s           |
| 3.º | Greg Van Avermaet  | CCC Team                   | + 1 s           |
| 4.º | Rui Alberto Costa  | UAE Team Emirates          | + 1 s           |
| 5.º | Domenico Pozzovivo | Bahrain-Merida             | + 4 s           |
| 6.º | Eliot Lietaer      | Wallonie Bruxelles         | + 6 s           |
| 7.º | Oliver Naesen      | AG2R La Mondiale           | + 11 s          |
| 8.º | Quentin Pacher     | Vital Concept-B&B Hotels   | + 11 s          |
| 9.º | Élie Gesbert       | Arkéa-Samsic               | + 11 s          |
| 10.º | Ryan Gibbons       | Dimension Data             | + 11 s          |

| \| Clasificación general \| Clasificación general \| Clasificación general \| Clasificación general \| Clasificación general \| \| Ciclista \| Ciclista \| Equipo \| Tiempo \| \| \| --------------------- \| --------------------- \| -------------------------- \| --------------------- \| --------------------- \| \| 1.º \| Alexéi Lutsenko \| Astana \| 11 h 37 min 37 s \| \| \| 2.º \| Jesús Herrada \| Cofidis, Solutions Crédits \| + 18 s \| \| \| 3.º \| Greg Van Avermaet \| CCC Team \| + 20 s \| \| \| 4.º \| Rui Alberto Costa \| UAE Team Emirates \| + 24 s \| \| \| 5.º \| Domenico Pozzovivo \| Bahrain-Merida \| + 27 s \| \| \| 6.º \| Eliot Lietaer \| Wallonie Bruxelles \| + 29 s \| \| \| 7.º \| Ryan Gibbons \| Dimension Data \| + 30 s \| \| \| 8.º \| Élie Gesbert \| Arkéa-Samsic \| + 34 s \| \| \| 9.º \| Quentin Pacher \| Vital Concept-B&B Hotels \| + 34 s \| \| \| 10.º \| Oliver Naesen \| AG2R La Mondiale \| + 34 s \| \| |                    |                            |                  |
| |                    |                            |                  |
| Fuente: ProCyclingStats |                    |                            |                  |
| Clasificación general |                    |                            |                  |
| Ciclista | Ciclista           | Equipo                     | Tiempo           |
| 1.º | Alexéi Lutsenko    | Astana                     | 11 h 37 min 37 s |
| 2.º | Jesús Herrada      | Cofidis, Solutions Crédits | + 18 s           |
| 3.º | Greg Van Avermaet  | CCC Team                   | + 20 s           |
| 4.º | Rui Alberto Costa  | UAE Team Emirates          | + 24 s           |
| 5.º | Domenico Pozzovivo | Bahrain-Merida             | + 27 s           |
| 6.º | Eliot Lietaer      | Wallonie Bruxelles         | + 29 s           |
| 7.º | Ryan Gibbons       | Dimension Data             | + 30 s           |
| 8.º | Élie Gesbert       | Arkéa-Samsic               | + 34 s           |
| 9.º | Quentin Pacher     | Vital Concept-B&B Hotels   | + 34 s           |
| 10.º | Oliver Naesen      | AG2R La Mondiale           | + 34 s           |

### 4.ª etapa
| Yiti - Oman Convention and Exhibition Centre | etapa escarpada | (131 km) |

| \| Clasificación de la etapa \| Clasificación de la etapa \| Clasificación de la etapa \| Clasificación de la etapa \| Clasificación de la etapa \| \| Ciclista \| Ciclista \| Equipo \| Tiempo \| \| \| ------------------------- \| ------------------------- \| -------------------------- \| ------------------------- \| ------------------------- \| \| 1.º \| Sonny Colbrelli \| Bahrain-Merida \| 3 h 17 min 09 s \| \| \| 2.º \| Greg Van Avermaet \| CCC Team \| + 0 s \| \| \| 3.º \| Clément Venturini \| AG2R La Mondiale \| + 0 s \| \| \| 4.º \| Ryan Gibbons \| Dimension Data \| + 0 s \| \| \| 5.º \| Alexander Kristoff \| UAE Team Emirates \| + 0 s \| \| \| 6.º \| Benjamin Declercq \| Sport Vlaanderen-Baloise \| + 0 s \| \| \| 7.º \| Iuri Filosi \| Delko Marseille Provence \| + 0 s \| \| \| 8.º \| Baptiste Planckaert \| Wallonie Bruxelles \| + 0 s \| \| \| 9.º \| Milan Menten \| Sport Vlaanderen-Baloise \| + 0 s \| \| \| 10.º \| Jesús Herrada \| Cofidis, Solutions Crédits \| + 0 s \| \| |                     |                            |                 |
| |                     |                            |                 |
| Fuente: ProCyclingStats |                     |                            |                 |
| Clasificación de la etapa |                     |                            |                 |
| Ciclista | Ciclista            | Equipo                     | Tiempo          |
| 1.º | Sonny Colbrelli     | Bahrain-Merida             | 3 h 17 min 09 s |
| 2.º | Greg Van Avermaet   | CCC Team                   | + 0 s           |
| 3.º | Clément Venturini   | AG2R La Mondiale           | + 0 s           |
| 4.º | Ryan Gibbons        | Dimension Data             | + 0 s           |
| 5.º | Alexander Kristoff  | UAE Team Emirates          | + 0 s           |
| 6.º | Benjamin Declercq   | Sport Vlaanderen-Baloise   | + 0 s           |
| 7.º | Iuri Filosi         | Delko Marseille Provence   | + 0 s           |
| 8.º | Baptiste Planckaert | Wallonie Bruxelles         | + 0 s           |
| 9.º | Milan Menten        | Sport Vlaanderen-Baloise   | + 0 s           |
| 10.º | Jesús Herrada       | Cofidis, Solutions Crédits | + 0 s           |

| \| Clasificación general \| Clasificación general \| Clasificación general \| Clasificación general \| Clasificación general \| \| Ciclista \| Ciclista \| Equipo \| Tiempo \| \| \| --------------------- \| --------------------- \| -------------------------- \| --------------------- \| --------------------- \| \| 1.º \| Alexéi Lutsenko \| Astana \| 14 h 54 min 46 s \| \| \| 2.º \| Greg Van Avermaet \| CCC Team \| + 14 s \| \| \| 3.º \| Jesús Herrada \| Cofidis, Solutions Crédits \| + 18 s \| \| \| 4.º \| Rui Alberto Costa \| UAE Team Emirates \| + 24 s \| \| \| 5.º \| Domenico Pozzovivo \| Bahrain-Merida \| + 27 s \| \| \| 6.º \| Eliot Lietaer \| Wallonie Bruxelles \| + 29 s \| \| \| 7.º \| Ryan Gibbons \| Dimension Data \| + 30 s \| \| \| 8.º \| Élie Gesbert \| Arkéa-Samsic \| + 34 s \| \| \| 9.º \| Quentin Pacher \| Vital Concept-B&B Hotels \| + 34 s \| \| \| 10.º \| Oliver Naesen \| AG2R La Mondiale \| + 34 s \| \| |                    |                            |                  |
| |                    |                            |                  |
| Fuente: ProCyclingStats |                    |                            |                  |
| Clasificación general |                    |                            |                  |
| Ciclista | Ciclista           | Equipo                     | Tiempo           |
| 1.º | Alexéi Lutsenko    | Astana                     | 14 h 54 min 46 s |
| 2.º | Greg Van Avermaet  | CCC Team                   | + 14 s           |
| 3.º | Jesús Herrada      | Cofidis, Solutions Crédits | + 18 s           |
| 4.º | Rui Alberto Costa  | UAE Team Emirates          | + 24 s           |
| 5.º | Domenico Pozzovivo | Bahrain-Merida             | + 27 s           |
| 6.º | Eliot Lietaer      | Wallonie Bruxelles         | + 29 s           |
| 7.º | Ryan Gibbons       | Dimension Data             | + 30 s           |
| 8.º | Élie Gesbert       | Arkéa-Samsic               | + 34 s           |
| 9.º | Quentin Pacher     | Vital Concept-B&B Hotels   | + 34 s           |
| 10.º | Oliver Naesen      | AG2R La Mondiale           | + 34 s           |

### 5.ª etapa
| Samail - Al Jabal al Akhḑar | etapa de media montaña | (152 km) |

| \| Clasificación de la etapa \| Clasificación de la etapa \| Clasificación de la etapa \| Clasificación de la etapa \| Clasificación de la etapa \| \| Ciclista \| Ciclista \| Equipo \| Tiempo \| \| \| ------------------------- \| ------------------------- \| -------------------------- \| ------------------------- \| ------------------------- \| \| 1.º \| Alexéi Lutsenko \| Astana \| 3 h 44 min 03 s \| \| \| 2.º \| Fabien Grellier \| Direct Énergie \| + 7 s \| \| \| 3.º \| Domenico Pozzovivo \| Bahrain-Merida \| + 11 s \| \| \| 4.º \| Rui Alberto Costa \| UAE Team Emirates \| + 19 s \| \| \| 5.º \| Élie Gesbert \| Arkéa-Samsic \| + 19 s \| \| \| 6.º \| Jesús Herrada \| Cofidis, Solutions Crédits \| + 19 s \| \| \| 7.º \| Jan Polanc \| UAE Team Emirates \| + 23 s \| \| \| 8.º \| Fabien Doubey \| Wanty-Gobert \| + 30 s \| \| \| 9.º \| Mathias Frank \| AG2R La Mondiale \| + 39 s \| \| \| 10.º \| Matteo Fabbro \| Katusha-Alpecin \| + 44 s \| \| |                    |                            |                 |
| |                    |                            |                 |
| Fuente: ProCyclingStats |                    |                            |                 |
| Clasificación de la etapa |                    |                            |                 |
| Ciclista | Ciclista           | Equipo                     | Tiempo          |
| 1.º | Alexéi Lutsenko    | Astana                     | 3 h 44 min 03 s |
| 2.º | Fabien Grellier    | Direct Énergie             | + 7 s           |
| 3.º | Domenico Pozzovivo | Bahrain-Merida             | + 11 s          |
| 4.º | Rui Alberto Costa  | UAE Team Emirates          | + 19 s          |
| 5.º | Élie Gesbert       | Arkéa-Samsic               | + 19 s          |
| 6.º | Jesús Herrada      | Cofidis, Solutions Crédits | + 19 s          |
| 7.º | Jan Polanc         | UAE Team Emirates          | + 23 s          |
| 8.º | Fabien Doubey      | Wanty-Gobert               | + 30 s          |
| 9.º | Mathias Frank      | AG2R La Mondiale           | + 39 s          |
| 10.º | Matteo Fabbro      | Katusha-Alpecin            | + 44 s          |

| \| Clasificación general \| Clasificación general \| Clasificación general \| Clasificación general \| Clasificación general \| \| Ciclista \| Ciclista \| Equipo \| Tiempo \| \| \| --------------------- \| --------------------- \| -------------------------- \| --------------------- \| --------------------- \| \| 1.º \| Alexéi Lutsenko \| Astana \| 18 h 38 min 39 s \| \| \| 2.º \| Domenico Pozzovivo \| Bahrain-Merida \| + 44 s \| \| \| 3.º \| Jesús Herrada \| Cofidis, Solutions Crédits \| + 47 s \| \| \| 4.º \| Rui Alberto Costa \| UAE Team Emirates \| + 53 s \| \| \| 5.º \| Élie Gesbert \| Arkéa-Samsic \| + 1 min 03 s \| \| \| 6.º \| Jan Polanc \| UAE Team Emirates \| + 1 min 14 s \| \| \| 7.º \| Eliot Lietaer \| Wallonie Bruxelles \| + 1 min 25 s \| \| \| 8.º \| Fabien Doubey \| Wanty-Gobert \| + 1 min 31 s \| \| \| 9.º \| Brandon McNulty \| Rally UHC Cycling \| + 1 min 43 s \| \| \| 10.º \| Quentin Pacher \| Vital Concept-B&B Hotels \| + 1 min 51 s \| \| |                    |                            |                  |
| |                    |                            |                  |
| Fuente: ProCyclingStats |                    |                            |                  |
| Clasificación general |                    |                            |                  |
| Ciclista | Ciclista           | Equipo                     | Tiempo           |
| 1.º | Alexéi Lutsenko    | Astana                     | 18 h 38 min 39 s |
| 2.º | Domenico Pozzovivo | Bahrain-Merida             | + 44 s           |
| 3.º | Jesús Herrada      | Cofidis, Solutions Crédits | + 47 s           |
| 4.º | Rui Alberto Costa  | UAE Team Emirates          | + 53 s           |
| 5.º | Élie Gesbert       | Arkéa-Samsic               | + 1 min 03 s     |
| 6.º | Jan Polanc         | UAE Team Emirates          | + 1 min 14 s     |
| 7.º | Eliot Lietaer      | Wallonie Bruxelles         | + 1 min 25 s     |
| 8.º | Fabien Doubey      | Wanty-Gobert               | + 1 min 31 s     |
| 9.º | Brandon McNulty    | Rally UHC Cycling          | + 1 min 43 s     |
| 10.º | Quentin Pacher     | Vital Concept-B&B Hotels   | + 1 min 51 s     |

### 6.ª etapa
| Mascate - Matrah Corniche | etapa llana | (135,5 km) |

| \| Clasificación de la etapa \| Clasificación de la etapa \| Clasificación de la etapa \| Clasificación de la etapa \| Clasificación de la etapa \| \| Ciclista \| Ciclista \| Equipo \| Tiempo \| \| \| ------------------------- \| ------------------------- \| ------------------------- \| ------------------------- \| ------------------------- \| \| 1.º \| Giacomo Nizzolo \| Dimension Data \| 3 h 07 min 12 s \| \| \| 2.º \| Sonny Colbrelli \| Bahrain-Merida \| + 0 s \| \| \| 3.º \| Davide Ballerini \| Astana \| + 0 s \| \| \| 4.º \| Clément Venturini \| AG2R La Mondiale \| + 0 s \| \| \| 5.º \| Ryan Gibbons \| Dimension Data \| + 0 s \| \| \| 6.º \| Boris Vallée \| Wanty-Gobert \| + 0 s \| \| \| 7.º \| Reto Hollenstein \| Katusha-Alpecin \| + 0 s \| \| \| 8.º \| Amaury Capiot \| Sport Vlaanderen-Baloise \| + 0 s \| \| \| 9.º \| Bryan Coquard \| Vital Concept-B&B Hotels \| + 0 s \| \| \| 10.º \| Sven Erik Bystrøm \| UAE Team Emirates \| + 0 s \| \| |                   |                          |                 |
| |                   |                          |                 |
| Fuente: ProCyclingStats |                   |                          |                 |
| Clasificación de la etapa |                   |                          |                 |
| Ciclista | Ciclista          | Equipo                   | Tiempo          |
| 1.º | Giacomo Nizzolo   | Dimension Data           | 3 h 07 min 12 s |
| 2.º | Sonny Colbrelli   | Bahrain-Merida           | + 0 s           |
| 3.º | Davide Ballerini  | Astana                   | + 0 s           |
| 4.º | Clément Venturini | AG2R La Mondiale         | + 0 s           |
| 5.º | Ryan Gibbons      | Dimension Data           | + 0 s           |
| 6.º | Boris Vallée      | Wanty-Gobert             | + 0 s           |
| 7.º | Reto Hollenstein  | Katusha-Alpecin          | + 0 s           |
| 8.º | Amaury Capiot     | Sport Vlaanderen-Baloise | + 0 s           |
| 9.º | Bryan Coquard     | Vital Concept-B&B Hotels | + 0 s           |
| 10.º | Sven Erik Bystrøm | UAE Team Emirates        | + 0 s           |

## Clasificaciones finales
- Las clasificaciones finalizaron de la siguiente forma:[2]

### Clasificación general
| \| Clasificación general \| Clasificación general \| Clasificación general \| Clasificación general \| Clasificación general \| \| Ciclista \| Ciclista \| Equipo \| Tiempo \| \| \| --------------------- \| --------------------- \| -------------------------- \| --------------------- \| --------------------- \| \| 1.º \| Alexéi Lutsenko \| Astana \| 21 h 45 min 51 s \| \| \| 2.º \| Domenico Pozzovivo \| Bahrain-Merida \| + 44 s \| \| \| 3.º \| Jesús Herrada \| Cofidis, Solutions Crédits \| + 47 s \| \| \| 4.º \| Rui Alberto Costa \| UAE Team Emirates \| + 53 s \| \| \| 5.º \| Élie Gesbert \| Arkéa-Samsic \| + 1 min 03 s \| \| \| 6.º \| Jan Polanc \| UAE Team Emirates \| + 1 min 14 s \| \| \| 7.º \| Eliot Lietaer \| Wallonie Bruxelles \| + 1 min 25 s \| \| \| 8.º \| Fabien Doubey \| Wanty-Gobert \| + 1 min 31 s \| \| \| 9.º \| Brandon McNulty \| Rally UHC Cycling \| + 1 min 43 s \| \| \| 10.º \| Quentin Pacher \| Vital Concept-B&B Hotels \| + 1 min 51 s \| \| |                    |                            |                  |
| |                    |                            |                  |
| Fuente: ProCyclingStats |                    |                            |                  |
| Clasificación general |                    |                            |                  |
| Ciclista | Ciclista           | Equipo                     | Tiempo           |
| 1.º | Alexéi Lutsenko    | Astana                     | 21 h 45 min 51 s |
| 2.º | Domenico Pozzovivo | Bahrain-Merida             | + 44 s           |
| 3.º | Jesús Herrada      | Cofidis, Solutions Crédits | + 47 s           |
| 4.º | Rui Alberto Costa  | UAE Team Emirates          | + 53 s           |
| 5.º | Élie Gesbert       | Arkéa-Samsic               | + 1 min 03 s     |
| 6.º | Jan Polanc         | UAE Team Emirates          | + 1 min 14 s     |
| 7.º | Eliot Lietaer      | Wallonie Bruxelles         | + 1 min 25 s     |
| 8.º | Fabien Doubey      | Wanty-Gobert               | + 1 min 31 s     |
| 9.º | Brandon McNulty    | Rally UHC Cycling          | + 1 min 43 s     |
| 10.º | Quentin Pacher     | Vital Concept-B&B Hotels   | + 1 min 51 s     |

### Clasificación por puntos
| Clasificación por puntos | Clasificación por puntos | Clasificación por puntos   | Clasificación por puntos | Clasificación por puntos |
| Ciclista                 | Ciclista                 | Equipo                     | Puntos                   |                          |
| ------------------------ | ------------------------ | -------------------------- | ------------------------ | ------------------------ |
| 1.º                      | Alexéi Lutsenko          | Astana                     | 45 pts                   |                          |
| 2.º                      | Sonny Colbrelli          | Bahrain-Merida             | 32 pts                   |                          |
| 3.º                      | Ryan Gibbons             | Dimension Data             | 23 pts                   |                          |
| 4.º                      | Giacomo Nizzolo          | Dimension Data             | 22 pts                   |                          |
| 5.º                      | Greg Van Avermaet        | CCC Team                   | 21 pts                   |                          |
| 6.º                      | Jesús Herrada            | Cofidis, Solutions Crédits | 18 pts                   |                          |
| 7.º                      | Clément Venturini        | AG2R La Mondiale           | 18 pts                   |                          |
| 8.º                      | Domenico Pozzovivo       | Bahrain-Merida             | 15 pts                   |                          |
| 9.º                      | Rui Alberto Costa        | UAE Team Emirates          | 14 pts                   |                          |
| 10.º                     | Bryan Coquard            | Vital Concept-B&B Hotels   | 14 pts                   |                          |

### Clasificación de los jóvenes
| Clasificación del mejor joven | Clasificación del mejor joven | Clasificación del mejor joven | Clasificación del mejor joven | Clasificación del mejor joven |
| Ciclista                      | Ciclista                      | Equipo                        | Tiempo                        |                               |
| ----------------------------- | ----------------------------- | ----------------------------- | ----------------------------- | ----------------------------- |
| 1.º                           | Élie Gesbert                  | Arkéa-Samsic                  | 21 h 46 min 54 s              |                               |
| 2.º                           | Brandon McNulty               | Rally UHC Cycling             | + 40 s                        |                               |
| 3.º                           | Steff Cras                    | Katusha-Alpecin               | + 50 s                        |                               |
| 4.º                           | Matteo Fabbro                 | Katusha-Alpecin               | + 57 s                        |                               |
| 5.º                           | Ryan Gibbons                  | Dimension Data                | + 1 min 20 s                  |                               |
| 6.º                           | Benjamin Declercq             | Sport Vlaanderen-Baloise      | + 2 min 32 s                  |                               |
| 7.º                           | Julien Mortier                | Wallonie Bruxelles            | + 7 min 49 s                  |                               |
| 8.º                           | Patrick Müller                | Vital Concept-B&B Hotels      | + 11 min 11 s                 |                               |
| 9.º                           | Milan Menten                  | Sport Vlaanderen-Baloise      | + 13 min 51 s                 |                               |
| 10.º                          | Fabien Grellier               | Direct Énergie                | + 16 min 33 s                 |                               |

### Clasificación por equipos
| Clasificación por equipos | Clasificación por equipos  | Clasificación por equipos | Clasificación por equipos |
| Equipo                    | Equipo                     | Tiempo                    |                           |
| ------------------------- | -------------------------- | ------------------------- | ------------------------- |
| 1.º                       | Katusha-Alpecin            | 65 h 25 min 36 s          |                           |
| 2.º                       | Dimension Data             | + 1 min 30 s              |                           |
| 3.º                       | AG2R La Mondiale           | + 5 min 17 s              |                           |
| 4.º                       | CCC Team                   | + 6 min 27 s              |                           |
| 5.º                       | UAE Team Emirates          | + 8 min 15 s              |                           |
| 6.º                       | Cofidis, Solutions Crédits | + 9 min 02 s              |                           |
| 7.º                       | Bahrain-Merida             | + 10 min 39 s             |                           |
| 8.º                       | Astana                     | + 13 min 10 s             |                           |
| 9.º                       | Roompot-Charles            | + 14 min 13 s             |                           |
| 10.º                      | Wallonie Bruxelles         | + 16 min 09 s             |                           |

## Evolución de las clasificaciones
| Etapa                   | Vencedor                | Clasificación general | Clasificación por puntos | Clasificación de los jóvenes | Clasificación de la combatividad | Clasificación por equipos |
| ----------------------- | ----------------------- | --------------------- | ------------------------ | ---------------------------- | -------------------------------- | ------------------------- |
| 1.ª                     | Alexander Kristoff      | Alexander Kristoff    | Alexander Kristoff       | Davide Ballerini             | Michael Schär                    | Astana                    |
| 2.ª                     | Alexey Lutsenko         | Alexander Kristoff    | Alexander Kristoff       | Ryan Gibbons                 | Preben Van Hecke                 | Astana                    |
| 3.ª                     | Alexey Lutsenko         | Alexey Lutsenko       | Alexey Lutsenko          | Ryan Gibbons                 | Preben Van Hecke                 | Dimension Data            |
| 4.ª                     | Sonny Colbrelli         | Alexey Lutsenko       | Alexander Kristoff       | Ryan Gibbons                 | Preben Van Hecke                 | Katusha-Alpecin           |
| 5.ª                     | Alexey Lutsenko         | Alexey Lutsenko       | Alexey Lutsenko          | Élie Gesbert                 | Preben Van Hecke                 | Katusha-Alpecin           |
| 6.ª                     | Giacomo Nizzolo         | Alexey Lutsenko       | Alexey Lutsenko          | Élie Gesbert                 | Preben Van Hecke                 | Katusha-Alpecin           |
| Clasificaciones finales | Clasificaciones finales | Alexey Lutsenko       | Alexey Lutsenko          | Élie Gesbert                 | Preben van Hecke                 | Katusha-Alpecin           |

## UCI World Ranking
El Tour de Omán otorgó puntos para el UCI World Ranking para corredores de los equipos en las categorías UCI WorldTeam, Profesional Continental y Equipos Continentales. Las siguientes tablas son el baremo de puntuación y los 10 corredores que obtuvieron más puntos:
| Posición              | 1.º | 2.º | 3.º | 4.º | 5.º | 6.º | 7.º | 8.º | 9.º | 10.º | 11.º | 12.º | 13.º | 14.º | 15.º | 16.º-30.º | 31.º-40.º |
| Clasificación general | 200 | 150 | 125 | 100 | 85  | 70  | 60  | 50  | 40  | 35   | 30   | 25   | 20   | 15   | 10   | 5         | 3         |
| Por etapa             | 20  | 10  | 5   |     |     |     |     |     |     |      |      |      |      |      |      |           |           |
| Líder                 | 5   |     |     |     |     |     |     |     |     |      |      |      |      |      |      |           |           |

| Clasificación |                    |                            |         |       |       |       |
| Posición      | Ciclista           | Equipo                     | General | Etapa | Líder | Total |
| ------------- | ------------------ | -------------------------- | ------- | ----- | ----- | ----- |
| 1.º           | Alexey Lutsenko    | Astana                     | 200     | 60    | 15    | 275   |
| 2.º           | Domenico Pozzovivo | Bahrain Merida             | 150     | 5     | -     | 155   |
| 3.º           | Jesús Herrada      | Cofidis, Solutions Crédits | 125     | 10    | -     | 135   |
| 4.º           | Rui Costa          | UAE Emirates               | 100     | -     | -     | 100   |
| 5.º           | Élie Gesbert       | Arkéa Samsic               | 85      | -     | -     | 85    |
| 6.º           | Jan Polanc         | UAE Emirates               | 70      | -     | -     | 70    |
| 7.º           | Eliot Lietaer      | Wallonie Bruxelles         | 60      | -     | -     | 60    |
| 8.º           | Fabien Doubey      | Wanty-Gobert               | 50      | -     | -     | 50    |
| 9.º           | Brandon McNulty    | Rally UHC                  | 40      | -     | -     | 40    |
| 10.º          | Alexander Kristoff | UAE Emirates               | -       | 30    | 10    | 40    |